# Nokia N91
Nokia N91 — четырёхдиапазонный смартфон фирмы Nokia с улучшенными мультимедийными возможностями, оснащённый жёстким диском ёмкостью 4 Гб, работающий под управлением Symbian OS 9.1. Аудиосистема смартфона была разработана компанией Harman/Kardon. Выпускались также модификации Nokia N91 8 Gb (Music Edition) с увеличенным до 8 Гб жёстким диском, поддержкой A2DP, чёрным цветом корпуса, доработанным программным обеспечением и Nokia N91-5 без поддержки Wi-Fi и сетей UMTS.

## Корпус и органы управления
Корпус смартфона сделан из нержавеющей стали, за исключением верхней части задней крышки из пластмассы. На передней панели находится дисплей, под ним — софт-клавиши, кнопки вызова и отбоя, пятипозиционный джойстик, ещё ниже, под сдвигающейся крышкой с кнопками управления плеером — телефонная клавиатура. В верхней части задней панели находится объектив камеры. На верхней грани — разъём стереогранитуры, к которому также можно подключать любые наушники со штекером mini-jack, переключатель блокировки, кнопка выключения, на нижней — гнездо зарядного устройства, на левой — кнопка-качелька регулировки громкости, динамик и разъём мини-USB, на правой — кнопка вызова меню.

## Аккумулятор и время работы
Телефон укомплектован аккумуляторной батареей BL-4C ёмкостью 970 мА·ч или BL-5C ёмкостью 1150 мА·ч. Производителем заявлено следующее время работы:
- режим разговора — до 4 часов (BL-4C), 5 часов (BL-5C);
- режим ожидания — до 190 часов (BL-4C), 210 часов (BL-5C);
- режим воспроизведения музыки — до 12,5 часа.

## Отзывы в прессе
Смартфон получил в целом положительные отзывы, но в то же время отмечались отдельные недостатки.
Алексей Кожевников негативно оценил дизайн корпуса, а размер и вес аппарата охарактеризовал как слишком большие. В других обзорах он был также охарактеризован как большой и тяжёлый, ориентированный исключительно на мужскую аудиторию. Эльдар Муртазин обратил внимание, что на матовой стальной поверхности быстро появляются царапины и потёртости. Эргономика была оценена положительно, в то же время было отмечено наличие люфтов и отсутствие механизма автодоводки.
Было высоко оценены качество выводимого звука, входящих в комплект наушников, наличие стандартного разъёма. Однако выходной мощности не всегда хватает для работы с наушниками сторонних производителей.
Среди достоинств также были указаны наличие стандартного разъёма мини-USB, среди недостатков — медленная индексация загруженной музыки, небольшой размер экрана и малая ёмкость аккумуляторной батареи.